# Deutscher Generationenfilmpreis
Seit 1998 bietet der Deutsche Generationenfilmpreis eine Plattform für ältere wie junge Nachwuchsfilmerinnen und -filmer. Der jährlich bundesweit ausgeschriebene Wettbewerb bietet eine einzigartige Plattform für die Ansichten von Jung und Alt. Möglich sind alle Themen, Genres und Umsetzungsformen. Zusätzliche Akzente setzen die jeweiligen Jahresthemen. 

## Beschreibung
Der Deutsche Generationenfilmpreis fördert die filmische Kreativität älterer Menschen und präsentiert öffentlichkeitswirksam ihre Produktionen. Jungen Filmemacherinnen und Filmemachern bietet der Wettbewerb ein Forum für Beiträge aus den Themenbereichen Alter und Altern und motiviert zu filmischen Mehr-Generationen-Projekten.
Im Fokus des Deutschen Generationenfilmpreises stehen die Lebenserfahrung und das Lebensgefühl der unterschiedlichen Generationen. Anliegen, Wünsche, Hoffnungen, aber auch Ängste können hier zur Sprache kommen. Der Wettbewerb bietet einen Rahmen, um darzustellen und zu hinterfragen, was die Generationen verbindet – oder auch trennt. Er bringt junge und ältere Filmschaffende zusammen, schärft den Blick für Vorurteile und präsentiert ungewöhnliche Generationen-Beziehungen. Gefragt sind ehrliche Geschichten, der kritische Blick auf gesellschaftliche Zustände – und alle Facetten des Zusammenlebens von Jung und Alt.
Der Wettbewerb wurde 1997 vom Deutschen Kinder- und Jugendfilmzentrum (KJF) und dem Bundesministerium für Familie, Senioren, Frauen und Jugend entwickelt und 1998 als Bundeswettbewerb Video der Generationen gestartet. Unter diesem Namen wurde er bis 2016 durchgeführt. Teilnehmen können Filmschaffende bis 25 und ab 60 Jahren, die nicht professionell im Filmbereich tätig sind.